# Stazione di Olivetta San Michele
Stazione di Olivetta San Michele vasútállomás Olaszországban, Olivetta San Michele településen.

## Vasútvonalak
Az állomást az alábbi vasútvonalak érintik:
- Cuneo-Limone-Ventimiglia-vasútvonal

## Kapcsolódó állomások
A vasútállomáshoz az alábbi állomások vannak a legközelebb:
- Gare de Breil-sur-Roya
- Stazione di Airole
- Piena train station
- Stazione di Airole (1914)